# Hugues de Bagratide
Hugues de Bagratide (né Bayazad Haïgazoun Bey Bagratide à Constantinople le 27 décembre 1890 et mort à Paris 10e le 19 décembre 1960) est un acteur de théâtre et de cinéma français d'origine arménienne.

## Biographie

### Origines et formation
Hugues de Bagratide naît le 27 décembre 1890 à Constantinople,. Ses origines sont arméniennes.
Après des études chez les pères mekhitaristes, au collège Moorat-Raphaël de Venise, à l'université de Lausanne, à la Sorbonne et aux Beaux-Arts de Paris, il entame une carrière de comédien, jouant notamment au théâtre Sarah-Bernhardt.

### Carrière
Reçu au Conservatoire dans la classe de Paul Mounet en décembre 1914, Hugues de Bagratide est ensuite admis à la Comédie-Française, devenant le premier acteur arménien à s'y produire. Il va pendant presque un an faire partie de la distribution de pièces importantes du répertoire sous le nom de scène de « Bayazad », son prénom de naissance. 
Fin 1916, il passe au cinéma et tourne dans Les Frères corses sous la direction d'André Antoine. Ce film est une adaptation du roman éponyme d'Alexandre Dumas (1845) : il sort sur les écrans parisiens en janvier 1917.
Hugues de Bagratide est déçu de ne décrocher que des rôles secondaires. Il devient professeur au conservatoire Maubel et crée les Poèmes filmés, courts métrages de cinéma dans lesquels un artiste récite un texte.
Dans la revue Les Potins de Paris, il apparaît pour la première fois sous son titre nobiliaire à l'affiche d'un cinéma-théâtre de la rue Laffitte dans La Victoire en chantant, poème de M. J. Loiseau interprété par le prince Bagratide, de la Comédie-Française.
Pour une raison inconnue, il quitte le métier pour entrer en 1923 à l’École spéciale militaire de Saint-Cyr (110e promotion « Chevalier Bayard ») dont il sort avec le grade de sous-lieutenant. En 1927, il finit par reprendre son métier d'acteur interrompu cinq ans plus tôt.
Si dans les années 1930, le nom d'Hugues de Bagratide apparaît régulièrement dans les chroniques cinéma des revues artistiques, il l'est également dans la rubrique des faits divers des quotidiens populaires. Ainsi le journal Le Populaire révèle le 17 janvier 1939 que « le commissariat d'Auteuil a envoyé au Dépôt le prince arménien de Bagratide d'Arékine, 49 ans, 43 rue Monsieur-le-Prince, employé aux studios François Ier, qui a été pris en flagrant délit d'exhibitionnisme. Le personnage a déjà dans son casier une condamnation pour outrages publics à la pudeur ».
Le même jour de janvier 1939, le quotidien Le Journal titre : « À minuit devant un collège de jeunes filles, un prince arménien — ses ancêtres de la troisième dynastie ont-ils régné avec un grand éclat du IXe au XIe siècle ? — se conduisait d'étrange façon. “Je déclamais Hamlet !” affirme-t-il. “Vous attentiez à la pudeur !” répondent les agents ». Le journaliste rappelle les origines familiales illustres d'Hugues de Bagratide ainsi que ses antécédents judiciaires beaucoup moins glorieux. C'est ainsi qu'au cours de l'enquête de police « on s'aperçut qu'il avait été arrêté en 1923 pour attentat à la pudeur, puis condamné en 1932 pour la même raison ». Il est condamné à trois mois de prison et 25 francs d'amende par la 10e chambre correctionnelle en audience de flagrants délits.
Ces démêlés avec la justice ne semblent pas avoir affecté sa carrière artistique puisqu'il sera sous contrat pour trois films au cours de la même année.
Il s’engage à la fin de l'année 1939 au 21e régiment de marche de volontaires étrangers à près de 50 ans pour faire la campagne de France. Le régiment ayant été dissous en juillet 1940 dans le cadre de l'armistice, il est démobilisé et rendu à la vie civile. Apatride, Hugues de Bagratide entre alors dans la clandestinité.
Il ne réapparaît sur les écrans que dix ans plus tard, en 1950, dans un film de Maurice Cloche : Né de père inconnu. Après deux autres longs métrages, dont Notre-Dame de Paris (1956) qui sera le seul film en couleurs de sa carrière, il quitte définitivement les plateaux de cinéma.

### Vie privée et mort
Hugues de Bagratide meurt célibataire à Paris 10e le 19 décembre 1960 à l'hôpital Lariboisière (2, rue Ambroise-Paré) à l'âge de 70 ans.

## Théâtre
Sous le nom de Bagratide
- 1916 (8 février) : Le Chemineau, drame en cinq actes de Jean Richepin, théâtre Sarah-Bernhardt : Toinet
- 1916 (16 mars) : La Tour de Nesle, drame en cinq actes et neuf tableaux de Frédéric Gaillardet et Alexandre Dumas, théâtre Sarah-Bernardt : Philippe d'Aulnay
- 1916 (26 décembre) : Les Épis rouges, poème dramatique en quatre actes d’Émile Sicard, musique de Lucien-Marie Aube, mise en scène d'Arsène Durec, théâtre des Champs-Élysées puis tournée : un récitant

Sous le nom de Bayazad
- 1917 (8 mars) : Le Cloître, drame en quatre actes d'Émile Verhaeren à la Comédie-Française : un moine
- 1917 (11 mars) : Horace, tragédie en cinq actes de Pierre Corneille, Comédie-Française : Procule
- 1917 (15 mars) : Ruy Blas, drame en cinq actes de Victor Hugo, Comédie-Française : Montazgo
- 1917 (29 mars) : Les Lionnes pauvres, comédie en cinq actes d'Émile Augier et Édouard Foussier, Comédie-Française : un invité
- 1917 (1er avril) : Alkestis, tragédie d'Euripide, traduite et adaptée par Georges Rivollet, Comédie-Française : le premier coryphée
- 1917 (9 avril) : Athalie, tragédie en cinq actes de Jean Racine, Comédie-Française : un lévite
- 1917 (15 août) : Iphigénie, tragédie en cinq actes de Jean Racine à la Comédie-Française : Eurybate
- 1917 (1er octobre) : Andromaque, tragédie en cinq actes de Jean Racine, Comédie-Française : Néoptolème
- 1917 (29 octobre) : Œdipe roi, tragédie en cinq actes de Sophocle traduite et adaptée par Jules Lacroix, musique d'Edmond Membrée, Comédie-Française : le berger

Sous le nom de Bayazad-Bagratide
- 1917 (17 décembre) : Polyeucte, tragédie en cinq actes de Pierre Corneille à la Comédie-Française : Cléon

## Filmographie
- 1917 : Les Frères corses d'André Antoine
- 1920 : Les Trois Graines noires de Maurice Challiot (8 épisodes)
- 1922 : Gachucha, fille basque de Maurice Challiot : Mendiaz
- 1922 : Le Logis de l'horreur de Julien Duvivier : Le solitaire
- 1923 : Mandrin d'Henri Fescourt (8 époques) : l'exempt Pistolet
- 1923 : Véronica de Maurice Challiot
- 1927 : Princesse Masha de René Leprince : le commissaire du peuple Artemieff
- 1927 : Jalma la double de Roger Goupillières : le sultan Abdul Hamid
- 1928 : L'Occident de Henri Fescourt : l'émir Taïeb El-Hani
- 1929 : Le Secret de Camélia de Jean Hervé et Rastelli : Isaac Chahladjian
- 1931 : L'Ensorcellement de Séville de Benito Perojo : le chanteur Pitoché
- 1932 : L'Agence O'Kay, court métrage d'André Chotin
- 1933 : Une fois dans la vie de Max de Vaucorbeil : le professeur Cadiostro
- 1933 : Bouboule Ier, roi nègre de Léon Mathot : Namoro, sultan du Soudan
- 1933 : La Robe rouge de Jean de Marguenat
- 1934 : Sidonie Panache d'Henry Wulschleger : le cheik Mahmoud
- 1935 : Golgotha de Julien Duvivier : un Sanhédrite
- 1935 : La Gondole aux chimères d'Augusto Genina : le prince Ahmed
- 1936 : Tout va très bien madame la marquise de Henry Wulschleger : le commanditaire
- 1936 : Pantins d'amour de Walter Kapps : un admirateur
- 1936 : Le Mort en fuite d'André Berthomieu : le juge
- 1936 : Mademoiselle Docteur / Salonique, nid d'espions de Georg Wilhelm Pabst : le joueur
- 1936 : J'arrose mes galons de René Pujol
- 1936 : Les Hommes nouveaux de Marcel L'Herbier : un officier
- 1936 : Gigolette d'Yvan Noé
- 1936 : L'Amant de Mme Vidal d'André Berthomieu
- 1937 : Le Choc en retour de Georges Monca et Maurice Kéroul
- 1937 : Les Hommes de proie de Willy Rozier : Elias Karhoum
- 1937 : Nostalgie de Victor Tourjanski : un consommateur
- 1938 : Les Deux Combinards de Jacques Houssin
- 1938 : Éducation de prince d'Alexander Esway : un dignitaire de Silistrie
- 1938 : Le Ruisseau de Maurice Lehmann et Claude Autant-Lara
- 1938 : Petite Peste de Jean de Limur : un spectateur
- 1938 : Je chante de Christian Stengel : le Danois
- 1938 : La Goualeuse de Fernand Rivers : un juré
- 1938 : Le Capitaine Benoît de Maurice de Canonge : le sultan
- 1938 : Café de Paris d'Yves Mirande et Georges Lacombe : l'ami de l'ambassadeur
- 1938 : Accord final d'Ignacy Rosenkranz : un auditeur
- 1939 : Eusèbe député d'André Berthomieu : un invité
- 1939 : Les Cinq Sous de Lavarède de Maurice Cammage : le ministre Hindou
- 1939 : L'Esclave blanche de Mark Sorkin : un fonctionnaire
- 1940 : Miquette de Jean Boyer
- 1951 : Né de père inconnu de Maurice Cloche : l'avocat général
- 1955 : Les deux font la paire d'André Berthomieu : le juge de Sergarie
- 1956 : Notre-Dame de Paris de Jean Delannoy